# ونکتپلم
ونکتپلم (به انگلیسی: Venkatapalem) یک روستا در هند است که در آندرا پرادش واقع شده‌است.